# Denisa Vâlcan
Denisa Andreea Vâlcan (født 19. september 2000 i Tulcea, Rumænien) er en kvindelig rumænsk håndboldspiller som spiller for CSM București og Rumæniens U/19-kvindehåndboldlandshold.